# Atlantic Speditions
Die Atlantic Speditions AG (engl. Marktauftritt Atlantic Forwarding Group) mit Sitz in Schlieren ist ein international tätiges Schweizer Speditions- und Logistikunternehmen, das insbesondere auf das Speditionsgeschäft zwischen Asien und Europa spezialisiert ist. Das an mehr als 30 Standorten vertretene Familienunternehmen beschäftigt rund 500 Mitarbeiter und erwirtschaftete 2006 einen Umsatz von 253 Millionen Schweizer Franken.

## Geschichte
Atlantic wurde 1979 durch Theodor Ernst gegründet. Dieser setzte aufgrund seiner Erfahrung im Bereich der Übersee-Transporte auf Asien als neu aufstrebenden Markt und eröffnete im gleichen Jahr Tochtergesellschaften in Hongkong, Taiwan und Südkorea. Unter der Leitung von Oliver Ernst wurden in der zweiten Hälfte der 1980er Jahre die damaligen Partner in Japan und Thailand übernommen und in Atlantic-Tochtergesellschaften umgewandelt. In den 1990er Jahren erschloss das Unternehmen den südostasiatischen Raum und gründete Niederlassungen in Singapur, Indonesien, Vietnam und Malaysia. Parallel dazu eröffnete Atlantic in China Niederlassungen in Shanghai und Shenzhen, denen bis 1997 weitere in Qingdao, Dalian, Xiamen und Beijing folgten sowie 2001 eine weitere in Ningbo. Anfang 2009 kamen weitere Filialen in Chennai, Mumbai und New Delhi (Indien) hinzu.